# لينا موزيه
لينا موزيه-سيرما (من مواليد 4 ديسمبر 1992) هي رياضية لاتفية تتنافس في رمي الرمح. بطلة لاتفيه في رمي الرمح أعوام 2013 و 2020 و2023، شاركت لصالح لاتفيا في ثلاث دورات أولمبية، سجلت رقمًا قياسيًا للناشئين في لاتفيا بلغ 60.64 مترًا عام 2011. أفضل رقم شخصي لها هو 64.87 مترًا في عام 2019، في حدث رمي الرمح في دورة الألعاب الأولمبية الصيفية 2020 في طوكيو، اليابان لكنها لم تتمكن من تجاوز مرحلة التصفييات حلت في المركز السادسة والعشرين بتسجيلها 57.33 متر من المحاولات الثلاث، 
بتحقيقها مسافة 62.38 مترًا حققت الميدالية الذهبية في بطولة الفرق الأوروبية لألعاب القوى 2023 كجزء من الألعاب الأوروبية في تشورزو، بولندا، كان من المقرر في البداية أن يقام الحدث في مدريد، ولكن بعد توصل ألعاب القوى الأوروبية واللجنة الأولمبية الأوروبية إلى اتفاق، تمت إضافة الحدث إلى برنامج الألعاب الأوروبية 2023
شاركت في حدث رمي الرمح في دورة الألعاب الأولمبية الصيفية 2024 في باريس، فرنسا،  لكنها لم تتمكن من تجاوز مرحلة التصفييات حلت في المركز السابع عشر بتسجيلها ثاني أفضل رقم شخصي لها مسافة 60.30 متر.

## الإنجازات
| العام        | المسابقة                 | المكان                  | المركز                          | ملاحظة       |
| تمثيل لاتفيا | تمثيل لاتفيا             | تمثيل لاتفيا            | تمثيل لاتفيا                    | تمثيل لاتفيا |
| ------------ | ------------------------ | ----------------------- | ------------------------------- | ------------ |
| 2009         | بطولة العالم للشباب      | بريكسن، إيطاليا         | المركز السادس                   | 50.36 متر    |
| 2010         | بطولة العالم للناشئين    | مونكتون، كندا           | المركز الثاني                   | 56.64 متر    |
| 2011         | بطولة أوروبا للناشئين    | تالين، إستونيا          | المركز الثاني                   | 55.83 متر    |
| 2012         | الألعاب الأولمبية        | لندن، المملكة المتحدة   | المركز الثالث عشر (تصفيات)      | 59.91 متر    |
| 2013         | بطولة أوروبا تحت 23 عامًا | تامبيري، فنلندا         | الأول                           | 58.61 متر    |
| 2013         | بطولة العالم             | موسكو، روسيا            | المركز الرابع عشر (تصفيات)      | 60.29 متر    |
| 2014         | بطولة أوروبا             | زيورخ، سويسرا           | المركز التاسع عشر (تصفيات)      | 53.42 متر    |
| 2015         | دورة الألعاب الجامعية    | غوانغجو، جنوب كوريا     | المركز الثاني                   | 60.26 متر    |
| 2016         | بطولة أوروبا             | أمستردام، هولندا        | –                               | SB           |
| 2018         | بطولة أوروبا             | برلين، ألمانيا          | المركز التاسع عشر (تصفيات)      | 53.95 متر    |
| 2019         | بطولة العالم             | الدوحة، قطر             | المركز السابع والعشرون (تصفيات) | 55.66 متر    |
| 2021         | الألعاب الأولمبية        | طوكيو، اليابان          | المركز السادس والعشرون (تصفيات) | 57.33 متر    |
| 2022         | بطولة العالم             | يوجين، الولايات المتحدة | السادس                          | 61.26 متر    |
| 2022         | بطولة أوروبا             | ميونيخ، ألمانيا         | السابع                          | 58.11 متر    |
| 2023         | بطولة العالم             | بودابست، المجر          | المركز التاسع                   | 58.43 متر    |
| 2024         | بطولة أوروبا             | روما، إيطاليا           | المركز الثامن                   | 58.58 متر    |
| 2024         | الألعاب الأولمبية        | باريس، فرنسا            | المركز السابع عشر (تصفيات)      | 60.30 متر    |